# Baikiaea plurijuga
Baikiaea plurijuga, coneguda com a teca africana, mukusi, teca rhodesiana, teca zambiana o sequoia de Zambezi, és una espècie d'arbre afrotropical de la família de les lleguminoses, les Fabaceae del sud d'Àfrica.

## Descripció
Baikiaea plurijuga és un arbre caducifoli de grandària mitjana amb fulles pinnades cadascuna amb 4-5 parells de folíols oposats. Destaquen les flors de color rosa malva profundes amb estams grocs i es troben agrupats en grans raïms axil·lars, que floreixen de novembre a abril. Les fruites són unes beines llenyoses i aplanades amb una punta en forma de ganxo que es divideixen llançant les llavors a certa distància.

## Hàbitat
Baikiaea plurijuga està confinada a les sorres de Kalahari i el bosc que domina és conegut com a bosc de Gusu. Aquest bosc creix a les profundes, eòliques i fluvials sorres del Kalahari que pràcticament no tenen argila ni llim. Aquestes sorres ofereixen unes condicions de creixement excepcionals per als arbres amb arrels profundes, però la deficiència en argila restringeix el creixement dels arbres a llocs que contenen nutrients en forma de matèria orgànica.

## Distribució
Baikiaea plurijuga es produeix al sud d'Angola, al nord de Botswana, al nord de Namíbia, al sud de Zàmbia i al nord de Zimbabwe.

## Usos
La fusta de Baikiaea plurijuga forma una fusta densa densa que la fa difícil de treballar mecànicament, però es valora per la seva resistència als tèrmits i la resistència al florit i podrició, que s'utilitza per a travesses de ferrocarril, en construcció i en fabricació de mobles. Els sectors forestals de teca extensius en algunes parts de la seva àrea (per exemple, al districte de Sesheke, Zàmbia) han estat sobreexplotats per la indústria de la fusta comercial. Tanmateix, Baikiaea plurijuga no figura a la llista dels apèndixs de la CITES.

## Conservació
Baikiaea plurijuga es classifica com a quasi amenaçada, ja que els seus boscos han estat i s'han reduït considerablement a causa dels alts nivells de tala durant el darrer mig segle. Els arbres madurs més antics també són escassos. No obstant això, l'espai geogràfic de l'espècie només ha disminuït per una fracció, ja que l'espècie té la capacitat de regenerar-se fàcilment en hàbitats modificats i tolera molt bé la l'escapçat o producció de copes baixes. Està protegit legalment a Namíbia.